# Rajmund Kuczma
Rajmund Kuczma (ur. 31 sierpnia 1929 w Nakle nad Notecią, zm. 22 października 2007) – polski historyk i muzealnik.

## Życiorys
Studia ukończył na Wydziale Historii Uniwersytetu Mikołaja Kopernika w Toruniu, tam też odbył podyplomowe studia muzealnicze. Był krawcem, uczył przedmiotów zawodowych w Publicznej Szkole Zawodowej nr 1 w Bydgoszczy oraz historii w bydgoskich Technikach: Elektrycznym, Mechanicznym, Chemicznym, Budowlanym i Geodezyjnym.
W 1958 podjął pracę w Muzeum Okręgowym im. Leona Wyczółkowskiego w Bydgoszczy. W latach 1968–1981 będąc dyrektorem tej placówki zapoczątkował organizację pomieszczeń muzealnych na Wyspie Młyńskiej. Do przejścia na emeryturę w 1981 był jego dyrektorem. Od 1953 współpracował z rozgłośnią Polskiego Radia w Bydgoszczy popularyzując dzieje miasta i regionu w audycji „Pożółkłe fotografie”. Spod pióra Rajmunda Kuczmy wyszły dziesiątki artykułów zamieszczonych w „Wojskowym Przeglądzie Historycznym”, „Kalendarzu Bydgoskim”, miejscowej i ogólnopolskiej prasie oraz katalogach wystaw. Był honorowym członkiem Towarzystwa Miłośników Miasta Bydgoszczy i Cechu Rzemiosł Spożywczych.
Autor książek:
- Zbrodnie hitlerowskie Bydgoszcz 1939, Janusz Gumkowski, Rajmund Kuczma, Wyd. Polonia, Warszawa 1967
- Bydgoskie legendy i przypowieści (1992, wspólnie z Jerzym Derendą)
- Patroni bydgoskich ulic część I Fordon (1995) ISBN 83-903231-1-7.
- Patroni bydgoskich ulic. część II: Południowe osiedla miasta (1997) ISBN 83-903231-2-5.

W 1996 uznany Bydgoszczaninem Roku. 26 września 2007 otrzymał tytuł Honorowego Obywatela Bydgoszczy.
W maju 2018 IPN upublicznił informację o odnalezieniu dokumentów mających świadczyć o tym, że Rajmund Kuczma współpracował ze Służbą Bezpieczeństwa, a w każdym razie został zarejestrowany jako tajny współpracownik Służby Bezpieczeństwa o pseudonimie „Kustosz”.